# Cacajao
Cacajao Less., conhecido popularmente como uacari, cacajau, acari, guacari e macaco-inglês, é um gênero de macaco diurno e arborícola, da família dos cebídeos. Apesar de ameaçado de extinção, ainda pode ser encontrado nas florestas alagadas do noroeste da Amazônia. Distingue-se pelo tamanho curto da cauda (menor que a metade do comprimento do corpo) e pela ausência de pelos na região da cara.

## Etimologia
"Uacari", "guacari" e "acari" se originaram do termo tupi waka'ri. "Macaco-inglês" é uma referência a seu rosto vermelho, que lembra uma pessoa de pele clara com o rosto queimado pelo sol.

## Espécies
- Uacari-branco
- Uacari-preto
- Uacari-do-aracá
- Uacari-da-neblina